# Station Rognon
Station Rognon (Frans: Gare de Rognon) is een voormalig spoorwegstation langs spoorlijn 115 en spoorlijn 123 in Rognon, een gehucht in de Waals-Brabantse gemeente Rebecq.

## Reizigerstellingen
De grafiek en tabel geven het gemiddeld aantal instappende reizigers weer op een week-, zater- en zondag.
| Tabel: aantal instappende reizigers station Rognon | Tabel: aantal instappende reizigers station Rognon | Tabel: aantal instappende reizigers station Rognon | Tabel: aantal instappende reizigers station Rognon |
|                                                    | Weekdag                                            | Zaterdag                                           | Zondag                                             |
| -------------------------------------------------- | -------------------------------------------------- | -------------------------------------------------- | -------------------------------------------------- |
| 1977                                               | 37                                                 | 12                                                 | 9                                                  |
| 1978                                               | 26                                                 | 4                                                  | 3                                                  |
| 1979                                               | 31                                                 | 8                                                  | 3                                                  |
| 1980                                               | 35                                                 | 5                                                  | 5                                                  |
| 1981                                               | 45                                                 | 14                                                 | 10                                                 |
| 1982                                               | 54                                                 | -                                                  | -                                                  |
| 1983                                               | 38                                                 | -                                                  | -                                                  |
| 1984                                               | 24                                                 | -                                                  | -                                                  |
| 1985                                               | 33                                                 | -                                                  | -                                                  |

0,0: Eigenbrakel ·
2,0: Sart-Moulin ·
3,9: Noucelles ·
5,7: Woutersbrakel ·
7,6: Kasteelbrakel ·
9,6: Nidérand ·
12,5: Klabbeek ·
14,0: Tubeke ·
16,4: Ripain ·
18,1: Quenast ·
20,6: Rebecq ·
24,1: Rognon
0,0: Geraardsbergen ·
4,6: Viane-Moerbeke ·
8,3: Galmaarden ·
10,3: Tollembeek ·
12,2: Herne ·
16,1: Edingen ·
19,9: Grandchamps ·
22,8: Rognon ·
29,0: 's-Gravenbrakel